# Lucky Luciano
Pour les articles homonymes, voir Luciano et Lucky Luciano (homonymie).
Lucky Luciano, pseudonyme de Charlie Luciano, né Salvatore Lucania (Lercara Friddi, 24 novembre 1897 – Naples, 26 janvier 1962), est un mafieux italo-américain. 
Deuxième « Capo di tutti i capi » (chef de tous les chefs) après l'assassinat de Salvatore Maranzano, Luciano est considéré comme le père du crime organisé moderne aux États-Unis. Le magazine Time l'a classé parmi les principaux bâtisseurs d'empire du XXe siècle : un empire du crime.

## Biographie

### Premières années
Salvatore Lucania est né à Lercara Friddi en Sicile le 24 novembre 1897. Ses parents, Antonio et Rosalia Capporelli-Lucania, ont quatre autres enfants : Bartolomeo (né en 1890), Giuseppe (1898), Filippa (1901) et Concetta (1903). Son père, comme la plupart des hommes du village, travaille dans les mines de soufre.
Son père a une idée fixe et persistante d'émigrer aux États-Unis. Luciano raconte dans son livre semi-autobiographique, Lucky Luciano : The Mafia Story in His Own Words que son père, chaque année, achetait un nouveau calendrier de la compagnie maritime basée à Palerme et qu'il économisait de l'argent dans une jarre cachée sous son lit pour leurs voyages à tous. Il mentionne aussi dans son livre que son père était trop fier pour demander de l'argent et que c'est un cousin de Luciano nommé Rotolo, vivant à Lercara Friddi, qui donnait de l'argent à sa mère en secret. En avril 1906, Luciano, âgé de 9 ans, émigre aux États-Unis avec ses parents, en quête du rêve américain, qui s'installent dans un petit appartement au numéro 265 à l'est de la 10e rue dans le quartier juif du Lower East Side de Manhattan à New York, une destination prisée des immigrés italiens. Préférant la rue à l'école, il est livré à lui-même dans ce quartier mal famé où la violence règne. Il quitte l'école à 14 ans. Il trouve un travail de livreur de chapeaux, gagnant 7 dollars par semaine. Cependant après avoir gagné 244 dollars à un jeu de hasard, il quitte son emploi et veut gagner son argent dans la rue. La même année, il intègre la Brooklyn Truant School qui lui offre une seconde chance, en vain.
Adolescent, Luciano crée son propre gang et il est un membre du vieux Five Points Gang. À l'inverse d'autres gangs de rue, qui évoluent dans la petite criminalité, Luciano offre sa protection aux jeunes Juifs contre les gangs d'Italiens et d'Irlandais pour 10 cents la semaine. Il commence à apprendre le proxénétisme durant les années de la Première Guerre mondiale. Durant cette période, il rencontre aussi Meyer Lansky, son futur partenaire dans les affaires et ami proche.
C'est également durant sa jeunesse qu'il rencontre celui qui deviendra plus tard le chef de l'Outfit, la mafia de Chicago : Al Capone. Il forme une bande qui se livre au racket, à l'exploitation des jeux et au proxénétisme. En 1915, à dix-huit ans, Luciano est arrêté pendant qu'il livre de l'héroïne et passe six mois en prison. Sa notoriété s'accroît au sein du Five Points Gang, dont les membres sont aussi connus comme les « Five Pointers ». En 1920, il est un contrebandier important, et s'associe avec Frank Costello, Meyer Lansky et Bugsy Siegel, et accessoirement Joe Adonis et Vito Genovese dans le racket des commerçants et dans la contrebande d'alcool en ces temps de prohibition. À la même période, Costello lui fait rencontrer Dutch Schultz et Arnold Rothstein.
En 1917, lors de l'entrée des États-Unis dans la Première Guerre mondiale, Lucky Luciano est appelé pour combattre dans l'armée américaine. Mais il est réformé à cause d'une infection volontaire à la chlamydia.
Plusieurs versions différentes expliquent son surnom de « Lucky » (« le Chanceux ») : la plus vraisemblable le rattache à un règlement de comptes dont il est victime en 1929, par trois sbires d'un des deux principaux parrains new-yorkais, Joe Masseria ou Salvatore Maranzano pour avoir refusé de travailler pour lui.[réf. nécessaire] Laissé pour mort, avec la gorge tranchée, à l'issue de son passage à tabac, il survit miraculeusement, gardant assez peu de séquelles de cet événement : plusieurs cicatrices faciales et une paupière endommagée, toujours à moitié fermée. Une autre version indique qu'il misait souvent sur le bon cheval lorsqu'il jouait aux courses. Une autre encore invoque son aptitude à éviter la prison : de 1916 à 1936, Luciano est arrêté 25 fois pour des accusations d'agressions, paris illégaux, corruption et cambriolages mais ne finit jamais en prison. Il se peut enfin que ce surnom découle simplement d'une mauvaise prononciation de son nom, « Lucania ».

### Prohibition
Le 17 janvier 1920, le 18e amendement de la Constitution américaine est ratifié et la prohibition dure jusqu'à ce que l'amendement ne soit révoqué en 1933. L'amendement interdit la fabrication, la vente et le transport de boissons alcoolisées. Comme la demande d'alcool se poursuit, malgré l'entrée en vigueur de la prohibition, cette situation ouvre la voie aux développements d'activités criminelles de contrebande et de distribution illégale de spiritueux, sources de revenus supplémentaires pour les criminels américains.
En 1920, Luciano rencontre les futurs parrains de la mafia, incluant Vito Genovese et Frank Costello, son ami de longue date du gang des Five Points. La même année, le parrain du gang de Lower Manhattan, Joe Masseria recrute Luciano comme l'un de ses tueurs et homme de main. Dès cette époque, Luciano et ses proches associés, Meyer Lansky, Bugsy Siegel ainsi que Frank Costello, commencent à travailler pour l'homme d'affaires, parieur et criminel new-yorkais Arnold Rothstein dit « The Brain » (« le Cerveau »). Ce dernier voit le potentiel profit que l'on peut tirer de la prohibition et apprend à Luciano à diriger la contrebande d'alcool comme une entreprise. Luciano, Costello et Genovese commencent à gérer leur propre commerce de contrebande d'alcool avec l'appui financier de Rothstein. Cette association est baptisée la Broadway Mob (« la Pègre de Broadway »). Elle-même faisant partie du Big Seven (« les Sept Grands ») qui gère la contrebande d'alcool au niveau national et jette les bases du futur syndicat national du crime.
Rothstein sert de mentor à Luciano. Il lui apprend notamment à se tenir dans la haute société. En 1923, Luciano est interpellé en  vendant de l'héroïne à des agents sous couverture. Bien qu'il ne soit pas incarcéré, sa qualité de trafiquant de drogue affichée au grand jour abîme sa réputation parmi ses associés et ses clients de la bonne société. Pour sauver sa réputation, Luciano achète 200 places aux premiers rangs pour le combat de boxe opposant Jack Dempsey et Luis Firpo se disputant dans le Bronx pour les distribuer à des gangsters de haut rang et à des politiciens. Par la suite, Rothstein amène Luciano au magasin Wanamaker's dans Manhattan pour acheter des vêtements de grand prix pour le match. La stratégie fonctionne et la réputation de Luciano est sauvée.
Avant 1925, Luciano réalise un chiffre d'affaires brut de plus de 12 millions de dollars par an. Cependant, il n'empoche qu'un revenu net d'environ 4 millions chaque année en raison de l'accroissement des coûts de corruption des politiciens et de la police. Luciano et ses associés dirigent alors le plus grand trafic d'alcool de New York, étendu jusqu'à Philadelphie. Il importe le scotch directement d'Écosse, le rhum des Caraïbes et le whisky du Canada. Il s'implique aussi dans le jeu.

### Ascension de Luciano

#### La guerre des Castellammarese
Lucky Luciano rejoint ensuite la famille de l'un des plus puissants parrains de New York, Joe Masseria, où il devient l'un de ses plus proches collaborateurs. À l'inverse de Rothstein, Masseria n'a aucune éducation, il n'a aucune manière et ses talents de gestionnaire sont limités. À la fin des années 1920, le principal rival de Masseria est Salvatore Maranzano, venu de Sicile pour diriger le clan Castellammarese. Maranzano refuse de payer son tribut à Masseria. Leur rivalité s'envenime jusqu'à déclencher la sanglante guerre des Castellammarese de 1930 à 1931, avec pour conséquence plusieurs dizaines d'assassinats et finalement la mort de Masseria et de Maranzano. 
Luciano enrage de voir de nombreuses opportunités d'affaires s'envoler en raison de l'antisémitisme de la mafia, et Masseria se méfie de son ambition.
Masseria et Maranzano sont nommés « les moustaches Petes » : ce sont des parrains mafieux plus vieux, traditionnels et qui ont commencé leurs carrières criminelles en Italie. Ils croient dans le supposé « vieil ordre mafieux » régi par les principes d'« honneur », de « tradition », de « respect » et de « dignité ». Ces parrains refusent de travailler avec des non-italiens et sont même sceptiques quant à travailler avec des non-siciliens. Parmi les parrains les plus conservateurs, ils ne veulent travailler qu'avec des hommes qui ont des racines avec leur propre village en Sicile. Luciano, au contraire, pense que du moment où l'on peut faire du profit, les origines ou la religion d'un individu importent peu. Il se met à travailler non seulement avec des Italiens, mais aussi avec des gangsters juifs et irlandais. Luciano est choqué d'entendre les mafieux traditionnels lui faire la leçon sur ses transactions avec son ami Frank Costello, qu'ils traitent par ailleurs « de sale Calabrais ».
Luciano commence à entretenir des liens étroits avec de plus jeunes mafieux nés en Italie mais qui ont commencé leurs carrières criminelles aux États-Unis, connus sous le nom de « Jeunes Turcs » ou « Jeunes Loups ». Luciano veut utiliser les leçons qu'il a apprises de Rothstein pour diriger les activités du gang à l'intérieur d'un empire criminel. Alors que la guerre des Castellammarese progresse, ce groupe inclut de futurs chefs mafieux tels que Frank Costello, Vito Genovese, Albert Anastasia, Joe Adonis, Joe Bonanno, Carlo Gambino, Joe Profaci, Tommy Gagliano et Tommy Lucchese. Les « Jeunes Loups » estiment que l'avidité et le conservatisme de leurs patrons les appauvrissent tandis que les gangs juifs et irlandais s'enrichissent. Luciano a pour vision de former un syndicat national du crime dans lequel les gangs irlandais, juifs et italiens pourraient mettre leurs ressources en commun pour que les activités du crime organisé soient profitables pour tous.
En octobre 1929, Luciano est entraîné de force dans une limousine à un rond-point par trois hommes. Il est battu, poignardé et balancé sur une plage de Staten Island. Il survit à l'attaque mais il conserve une cicatrice au visage et un œil mi-clos. L'identité de ses agresseurs n'est jamais établie. Quand la police intervient après son agression, Luciano explique qu'il n'a aucune idée de qui l'a attaqué. Cependant, en 1953, Luciano explique à un journaliste que c'était la police qui l'avait kidnappé et battu pour trouver Jack « Legs » Diamond. Une autre version est que l'attaque a été ordonnée par Maranzano. La conséquence la plus importante de cet acte est la couverture médiatique que cela a engendré, introduisant Luciano auprès du grand public.
Bien qu'il ait créé le Syndicat national du crime en 1929 pour mettre fin à cette hécatombe (et préparant avec Meyer Lansky un plan pour prendre le pouvoir), Luciano souhaite devenir le chef de New York. Au début de l'année 1931, Luciano décide d'éliminer Joe Masseria. La guerre tourne en la défaveur de Masseria et Luciano y voit une occasion de se démettre de son allégeance envers lui. Il arrange un accord secret avec Maranzano pour mettre au point l'assassinat de Masseria. En retour, il doit recevoir toutes les opérations de racket de Masseria et devenir le bras-droit dans l'organisation de Maranzano.

#### Assassinat de Joe Masseria
Le 15 avril 1931, Luciano invite Masseria et deux autres associés à déjeuner à Coney Island au Nuova Villa Tammaro, l’un des restaurants favoris de Masseria. Après le repas, les mafieux décident de faire une partie de cartes. Concernant le déroulement exact des événements, selon la légende mafieuse, Luciano serait allé aux toilettes et quatre tueurs, Genovese, Anastasia, Adonis et Benjamin « Bugsy » Siegel seraient rentrés dans le restaurant et auraient tué Masseria. Avec la bénédiction de Maranzano, Luciano prend le contrôle du gang de Masseria et devient son nouveau lieutenant. La guerre des Castellammarese prend fin.

#### Prise de pouvoir

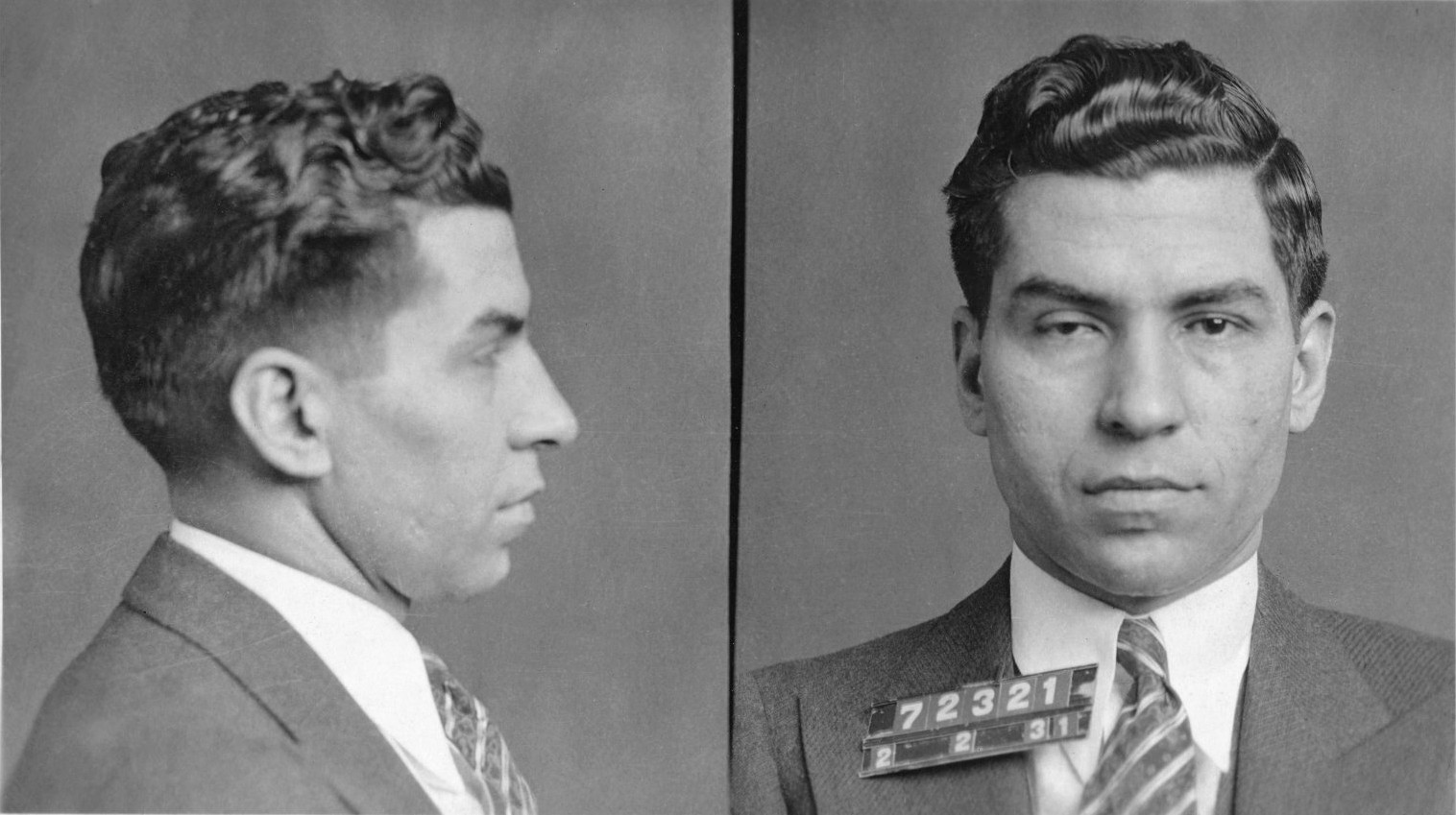
Photo d'identité judiciaire de Lucky Luciano prise par la police de New-York en 1931

Avec le départ de Masseria, Salvatore Maranzano réorganise les gangs italo-américains à New-York en cinq familles du crime dirigé par Luciano, Profaci, Gagliano, Vincent Mangano et lui-même. Maranzano promet que toutes les familles auront un pouvoir égal et libre de gagner de l'argent. Cependant lors de la réunion des parrains des familles à Upsate à New York, Maranzano se déclare lui-même capo di tutti capi (parrain de tous les parrains ou chef de tous les chefs). Maranzano récupère plus de bénéfices à son profit sur le racket au détriment des autres familles. Luciano fait semblant d'accepter cet état de fait et il attend son heure. Bien que Maranzano ait semblé originellement plus avant-gardiste, il s’avère plus avare et rigide dans son management que ne l'était Masseria.
En septembre 1931, Maranzano se rend compte que Luciano est une menace. Dans le but de l'éliminer, il engage un gangster irlandais, Vincent « Mad Dog » (« Chien Enragé ») Coll. Cependant, Tommy Lucchese prévient Luciano de l'existence d’un contrat le visant directement et ayant été confié au tueur irlandais par Maranzano. Le 10 septembre, Maranzano ordonne à Luciano et Genovese de venir le voir à son bureau situé au 230 Park Avenue à Manhattan. Convaincu que Maranzano a planifié de l'assassiner, il décide d'agir en premier. Après une préparation de plusieurs semaines, destinée notamment à permettre aux tueurs de se glisser parfaitement dans la peau d’agents du fisc américain, Luciano décide de passer à l'élimination Maranzano. Les quatre tueurs, tous juifs, ont été recrutés avec l'aide de Lansky et Siegel. Déguisés en agents du gouvernement, deux des gangsters désarment les gardes du corps de Maranzano. Les deux autres, aidés de Lucchese, se jettent sur Maranzano, le poignardent à de multiples reprises avant de lui tirer dessus. Ce meurtre est le premier d’une série d’assassinats qui sera appelée « la nuit des Vêpres siciliennes ».
Plusieurs jours plus tard, le 13 septembre, les cadavres de deux autres alliés de Maranzano, Samuel Monaco et Louis Russo, sont retrouvés à Newark Bay, montrant des traces de tortures. Dans le même temps, Joseph Siragusa, parrain de la famille de Pittsburgh, est abattu chez lui. Le 15 octobre, la disparition de Joseph Ardizonne, parrain de la famille de Los Angeles, est interprétée comme s’inscrivant dans le cadre d’une opération plus vaste destinée à éliminer la vieille garde des parrains siciliens. Cependant, l'idée d'une purge massive du crime organisé dirigée par Luciano reste vue comme un mythe.
La vision de Luciano, sa volonté de bousculer les vieilles traditions de la Mafia, ses relations (en particulier Meyer Lansky), son sens aigu de la stratégie, ainsi qu'un charisme indéniable, l'amènent à devenir parrain de la plus puissante des cinq familles de la Cosa Nostra de New York et un des membres les plus importants du Syndicat du crime.
À 34 ans, Luciano règne sur le milieu. Il réunit une conférence du crime à Chicago dont Al Capone est l'hôte, et une autre à New York dans un hôtel de Park Avenue, pour annoncer les grandes lignes de son projet de syndicat du crime. Reprenant les idées glanées auprès d'Arnold Rothstein, il veut que les activités illégales se dotent des mêmes structures que les grandes entreprises industrielles américaines. Il généralise le système des « familles » à l'échelon national. Chaque clan doit exercer une autorité absolue sur son territoire ou sa ville. Un Conseil Syndical sera chargé des contentieux et des assassinats, pour lesquels il crée une force de frappe commune : la Murder Incorporated, société anonyme pour les meurtres. Pas d'initiatives personnelles ni de crimes gratuits et on ne se tue qu'entre mafieux pour éviter des enquêtes poussées voire une mobilisation nationale contre le crime. Quant aux autres, policiers, magistrats ou politiciens, il s’agit de les corrompre, car Luciano pense que tout homme est achetable, à condition toutefois d'y mettre le prix.
Luciano, jeune gangster brillant et avide de pouvoir, arrive ainsi au sommet. Son idée de décentralisation du crime avec à sa tête la commission lui octroie un pouvoir que plus aucun gangster ne connut après lui. Il devient une célébrité et amasse des sommes considérables pour l'époque. Il s'installe dans le luxe au Waldorf Astoria, porte des costumes différents chaque jour et fréquente les plus belles call-girls de New York. L'« Innominato » (surnom de Luciano, le « non nommé ») exige de ses hommes de ne livrer aucun nom.

#### Chute et condamnation

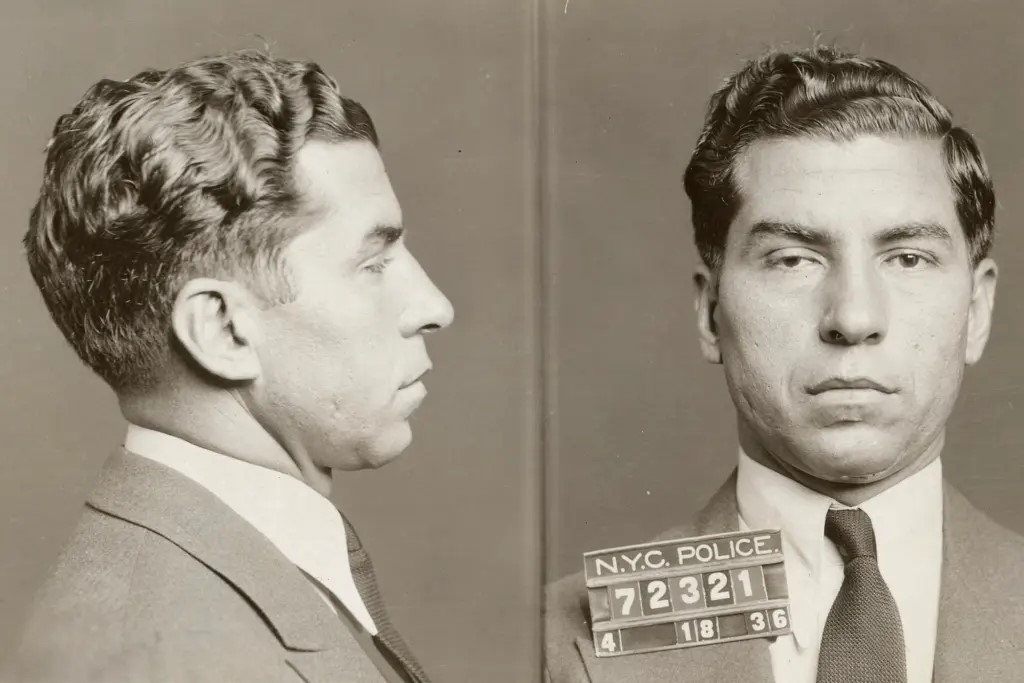
Photographies d'identité judiciaire de Lucky Luciano en 1936.

Cependant, en 1936, le procureur Thomas Edmund Dewey monte un dossier visant prétendument à mettre au jour un grand réseau de prostitution que Luciano est accusé d'organiser selon des procédés d'optimisation industrielle. Lors du procès, plusieurs prostituées et souteneurs sont appelés à témoigner, et Luciano écope d'une peine de trente à cinquante ans d'emprisonnement.
Il est incarcéré à la prison de Sing Sing, où il occupe le poste de bibliothécaire. Son avocat parvient à le faire transférer à la prison de Dannemora où, grâce à ses accointances politiques, il peut bénéficier d'un traitement de faveur (champagne, caviar, etc.) et recevoir régulièrement ses associés, continuant ainsi à gérer son empire. En 1942, Luciano est transféré à Great Meadow Correctional Facility (en), dans une « maison de repos » du système pénitentiaire new-yorkais où il reste jusqu'à la fin de la guerre.

### Seconde Guerre mondiale

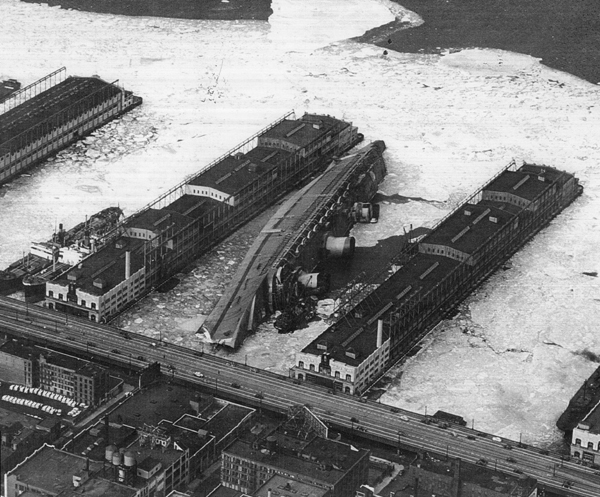
USS Lafayette (ex-Normandie) gisant sur le flanc après un incendie lors de travaux en février 1942 dans le port de New York.

En décembre 1941, les services secrets de l'US Navy contactent Joseph Lanza, « patron » mafieux du Fulton Fish Market, pour distribuer des cartes syndicales aux agents américains afin qu'ils puissent enquêter sur les espions allemands. Lanza leur transmet le nom de Luciano, lequel est recruté pour aider à l'enquête et transféré de Dannemora vers Great Meadow, une prison plus agréable. Les autorités américaines craignent en effet que le port de New York ne fasse l'objet de tentatives de sabotage de la part d'agents nazis (ils imaginent en effet à tort que les nazis sont intervenus dans le naufrage du Normandie en février 1942). Jusqu'en 1945, le syndicat des dockers, totalement contrôlé par la mafia, notamment par l'intermédiaire d'Albert Anastasia, aurait ainsi exercé un contrôle très ferme sur les installations portuaires. Selon l'historien John Dickie (en), « voilà certainement à quoi se résume la collaboration de Luciano avec le gouvernement fédéral », « rien ne [prouvant] qu'il se soit rendu en Sicile pendant la guerre, ni qu'il ait été libéré en échange du soutien de la Mafia au débarquement allié sur l'île ».
En 1962, Michele Pantaleone écrit que cette collaboration aurait franchi une nouvelle étape en 1943 lorsque les services secrets américains lui auraient demandé d'entrer en contact avec les principales « familles » siciliennes, dont notamment le parrain de Villalba, Calogero Vizzini, afin qu'elles facilitent le débarquement allié en Sicile par des sabotages et des missions de renseignements. La mafia aurait ainsi joué un rôle non négligeable dans la réussite des opérations militaires. Lucky Luciano nie cependant cette version des faits dans son livre testament, seule est attestée son intervention pour l'infiltration d'hommes pour le repérage avant le débarquement et, après celui-ci, la nomination à la tête de villages des anciens chefs mafieux persécutés par Mussolini, ce qui correspond au souhait des Américains de contenir l'influence communiste dans l'île.
Il n'en demeure pas moins qu'à la fin de la guerre, le procureur Thomas Dewey, devenu gouverneur de l'État de New York, annonce le 3 janvier 1946 que Lucky Luciano va être libéré à la condition qu'il quitte aussitôt l'Amérique et passe le reste de ses jours en Sicile. En conséquence de quoi, le 8 février 1946, Lucky s'embarque à bord du cargo Laura Keene (il sera donc resté neuf ans en prison, au lieu de trente). Avant que le navire n'appareille, ses amis y organisent une fête gigantesque à laquelle assistent toute la pègre et de nombreuses personnalités. Il débarque à Gênes, d'où il est transféré à Palerme puis conduit dans le village de Lercara Friddi. Il proteste auprès de la police locale qui accepte de le laisser s'installer à Palerme. En juin 1946, il s'installe à l'hôtel Excelsior de Naples.

### La conférence de La Havane

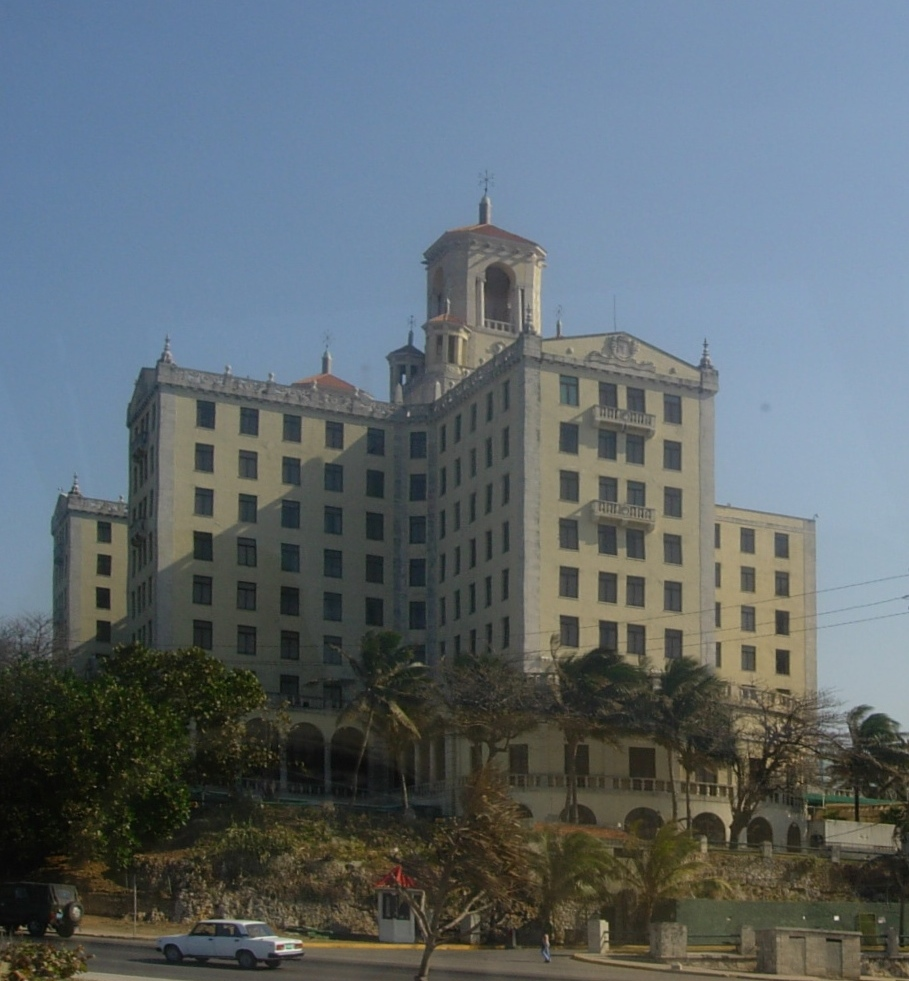
Le Nacional Hôtel, ancien domicile de Luciano à Cuba.

Fin octobre 1946, poursuivant un voyage qui l'a amené au Venezuela et au Mexique, Luciano se rend à Cuba où il organise (avec Meyer Lansky, Frank Costello et Joe Adonis) la conférence de La Havane. Au cours de cette période, la mafia américaine a complètement infiltré le gouvernement cubain. Par précaution, Luciano achète pour la somme de 150 millions dollars avec l'aval de Fulgencio Batista l'hôtel Nacional où a lieu la réunion. Cette réunion est l'occasion pour lui de réaffirmer son rôle dirigeant sur le syndicat du crime. Albert Anastasia, Joseph Bonanno, Vito Genovese, Tommy Lucchese, Carlos Marcello, Willie Moretti, Joe Profaci, Santo Trafficante, Bo Weinberg, et Abner Zwillman sont présents. Cette réunion engendre des décisions de première importance comme l'investissement massif dans les casinos de La Havane, l'assassinat de Bugsy Siegel, qui après ses investissements à Las Vegas, n'a pu rembourser les sommes prêtées par la Commission. Par ailleurs, il rend un arbitrage dans la rivalité entre Albert Anastasia et Vito Genovese. Ce dernier, ambitieux et vindicatif, souhaite le retrait de Luciano, la gestion de sa famille, que convoite Genovese, ayant été confiée à Costello et Lansky, ce qui provoque une vive altercation.
En février 1947, le gouvernement américain fait pression sur le gouvernement cubain de Fulgencio Batista pour que Luciano soit expulsé vers l'Italie, menaçant de suspendre les livraisons de produits pharmaceutiques.

### Trafics
En juin 1947, après un bref passage à Naples, Luciano s'installe à Rome. Dans ses « mémoires posthumes », il indique s'être lancé activement dans le marché noir, le trafic de devises et le blanchiment. Il dispose d'une flottille de vieux bateaux de pêche qui assure la liaison avec le port franc de Tanger. Il est fortement soupçonné de faire de la contrebande de cigarettes, en lien avec le Français Joe Renucci. La mafia continue à l'approvisionner en fonds tous les mois. Il aurait tissé des liens avec les mafias italiennes, la Camorra campanienne, la 'Ndrangheta calabraise et la Cosa nostra sicilienne. 
Au fil des ans, il lance quelques entreprises légales : avec l'un de ses cousins, il lance une entreprise de confiserie à Palerme. Il fait ensuite l'acquisition d'un magasin de matériel médical à Naples ; il monte peu après une usine de fabrication de mobilier scolaire. Selon certaines sources, considérant les énormes bénéfices potentiels d'un marché en pleine expansion, il aurait tenté d'organiser un trafic international d'héroïne, malgré les réserves auparavant exprimées envers Vito Genovese, précurseur dans cette activité. Mais ces tentatives seraient restées infructueuses. Cependant dans ses mémoires, Luciano nie s'être impliqué dans le trafic de stupéfiants avant la fin de sa vie. Il admet avoir tenté d'organiser des filières d'approvisionnement de stupéfiants à partir de 1961 afin de faire pression sur ses anciens « associés » italo-américains, devenus ses adversaires.
Luciano est réputé avoir organisé en octobre 1957 au Grand Hôtel des Palmes à Palerme le « Yalta du crime », une conférence à laquelle auraient participé les principaux parrains siciliens ainsi que des représentants des cinq familles new-yorkaises, dont Joseph Bonanno et son consigliere (conseiller) Carmine Galante. Il y aurait concrétisé des liens solides entre les Mafias américaine et sicilienne et mis en place des filières de trafic d'héroïne, l'opium provenant de Turquie. Il aurait également forgé des liens déterminants avec les trafiquants corses et la pègre marseillaise, notamment Antoine Guérini et Étienne Léandri, qui sera la courroie de transmission entre Luciano et la mafia corse dont les réseaux de trafic seront connus sous l'appellation French Connection. Cette connexion avec la mafia corse provient de ce que cette dernière possédait de meilleurs « chimistes » que les Siciliens pour le raffinage de l'opium en héroïne. Luciano ne dit pas un mot de cette « conférence » dans ses mémoires. Dans son autobiographie publiée en 1984, le chef mafieux new‑yorkais Giuseppe Bonanno « Joe Bananas » évoque son voyage en Sicile d'octobre 1957 au cours duquel il séjourna au Grand Hôtel des Palmes. Il semble y avoir rencontré plusieurs chefs mafieux italo-américains et siciliens afin d'associer plus étroitement la mafia sicilienne au trafic d'héroïne. Le futur repenti Tommaso Buscetta indique avoir rencontré Bonanno à cette occasion mais nie la réalité de cette conférence et rejette la participation de ce dernier au trafic d'héroïne.
Le 28 janvier 1962, lorsque Luciano décède d'une crise cardiaque, la police italienne affirme qu'elle était sur le point de l'arrêter, le soupçonnant d'être à la tête d'un réseau ayant fait passer pour 150 millions de dollars d'héroïne au cours de la décennie précédente. Accusation reprise à New-York par Henri Giordano, le chef adjoint de la brigade fédérale des stupéfiants. Les soupçons des polices américaines et italiennes sont notamment liées à l'arrestation à New York en octobre 1961 de trois gangsters notoires : Vincent Mauro, Frank Caruso et Salvatore Maneri. Ces trois hommes, interpellés en possession de 23 livres et demi d'héroïne pure d'origine marseillaise pour une valeur marchande de trois millions de dollars, sont en relation avec Luciano. Mauro et Caruso ont quitté les États-Unis après le paiement de leur caution. Dans ses « mémoires », Luciano affirme qu'il s'agit d'une manigance de Vito Genovese pour le compromettre ; il dit avoir été victime, pendant les années de son exil en Italie, du harcèlement et des provocations de Harry Anslinger, commissaire du Federal Bureau of Narcotics, puis de Charles Siragusa, son représentant en Europe. Les deux hommes le soupçonnent, sans pouvoir le prouver, de contrôler le trafic d'héroïne à destination des États‑Unis.

### Dernières années et décès

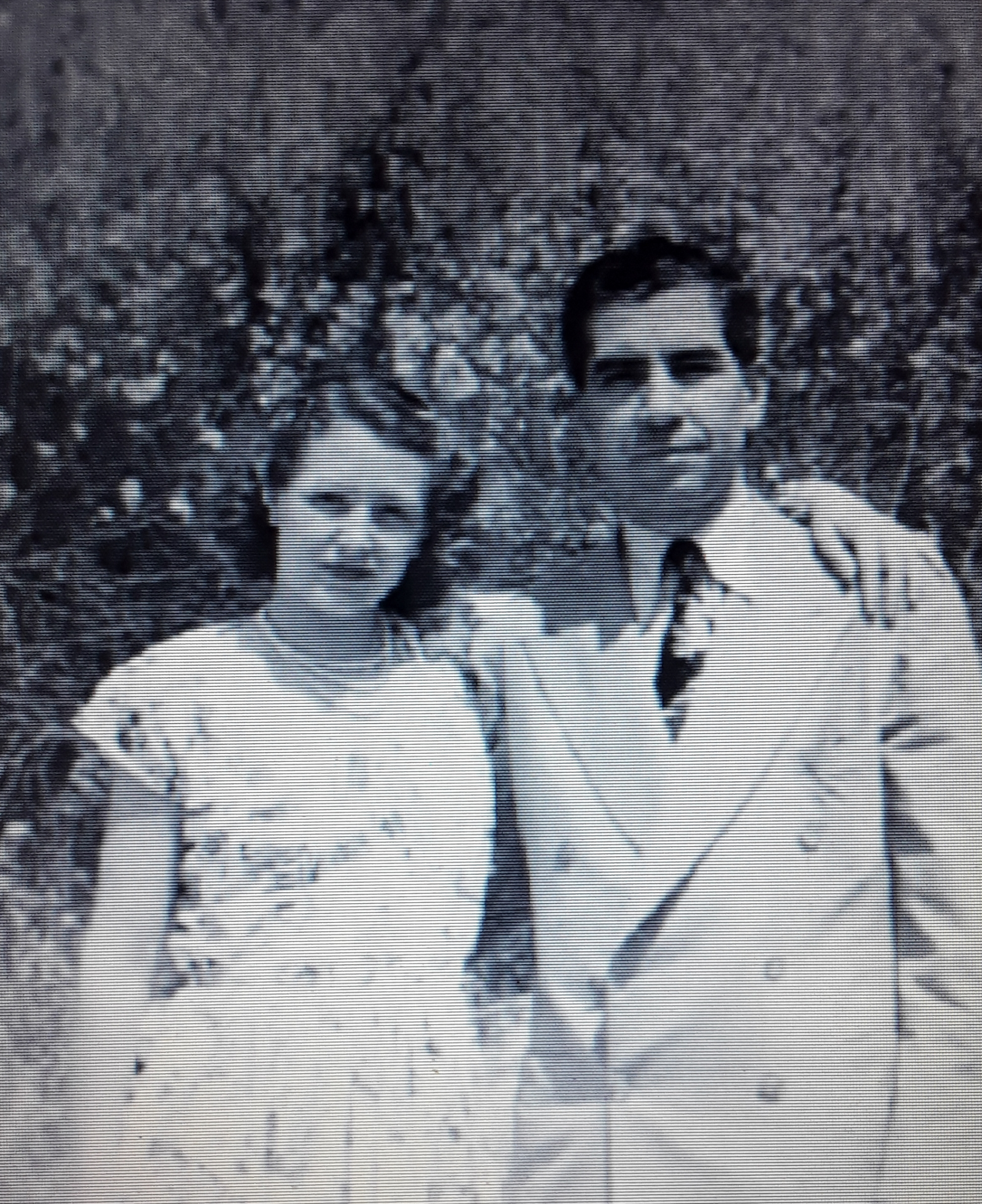
Lucky Luciano avec sa compagne Igea Lissoni

En 1959, depuis Naples, il piège Vito Genovese lors d'une transaction d'héroïne dont sont averties les autorités fédérales. Au début des années 1960, il entre en conflit avec Meyer Lansky, qu'il soupçonne de détourner des sommes qui lui sont dues, mais renonce à agir.
Dans sa villa de soixante pièces, 484 via Tasso à Naples, Luciano ne ressemble plus au truand qu'il a été. Il déclare qu'il a l'air d'un « dentiste à la retraite ». Il vit depuis onze ans avec Igea Lissoni (1920-1958), une Milanaise de vingt ans sa cadette, qui meurt d'un cancer du sein en 1958. Depuis quelques années, il souffre de problèmes cardiaques. Sous traitement, il a sur lui une boîte de pilules. Le 26 janvier 1962, il vient chercher à l'aéroport de Naples-Capodichino le scénario d'un film sur sa vie, apporté par l'assistant du réalisateur Barnett Glassman. Alors qu'il vient d'avaler une de ses pilules, il s'effondre, terrassé par une crise cardiaque. Il est 17 h 26, il avait 64 ans. Il n'y a pas d'autopsie.
La loi américaine ne considérant pas qu'un cadavre ait une nationalité quelconque, Salvatore Lucania dit Charles « Lucky » Luciano est enterré aux États-Unis, dans le caveau familial dont il a fait l'acquisition en 1935 au St. John's Cemetery de Middle Village, à New York. Un cortège funèbre de plus de 2 000 personnes l'accompagne.

## Dans les arts et la culture

### Filmographie

#### Cinéma
- 1972 : Cosa Nostra de Terence Young, joué par Angelo Infanti.
- 1974 :
  - Lucky Luciano de Francesco Rosi, joué par Gian Maria Volonté.
  - Dans Le Parrain 2, Francis Ford Coppola met en scène une rencontre des principaux parrains à La Havane et évoque les relations entre le gouvernement cubain de l’époque et le crime organisé.
- 1978 : La Cible étoilée de John Hough, joué par Lee Montague
- 1984 : Cotton Club de Francis Ford Coppola, joué par Joe Dallesandro.
- 1991 : Les Indomptés de Michael Karbelnikoff[28], interprété par Christian Slater.
- 1997 : Les Seigneurs de Harlem de Bill Duke, joué par Andy Garcia.
- 2016 : Bienvenue en Sicile de Pif, joué par Rosario Minardi.
- 2021 : Lansky de Eytan Rockaway, joué par Shane McRae.

#### Télévision
- En 2010, Vincent Piazza joue le rôle du Lucky Luciano de l'ère de la Prohibition dans Boardwalk Empire créée par Terence Winter.

### Littérature

#### Roman
- En 1990, le roman d'espionnage Luciano (Le Livre de poche), de Jack Higgins, porte sur la préparation du débarquement allié en Sicile, pour lequel le gouvernement américain demande le soutien de Luciano, en raison de son influence sur la mafia sicilienne, qu'il doit convaincre de se soulever contre Benito Mussolini et de se ranger aux côtés des troupes américaines. Dans le roman, mêlant évènements historiques et fiction, Lucky Luciano est extrait de la prison fédérale où il purge sa peine (ce qui était effectivement le cas durant la Seconde Guerre mondiale) et parachuté en Sicile avec une poignée d'agents secrets de l'OSS (ce qui n'est jamais arrivé)[29].